# 26748 Targovnik
26748 Targovnik este o planetă minoră (asteroid) din centura de asteroizi. A fost descoperită pe 23 aprilie 2001 la Stația Anderson Mesa de Lowell Observatory Near-Earth-Object Search. 
Obiectul prezintă o orbită caracterizată de o semiaxă mare de 2,2709956 UAi, o excentricitate de 0,09, o înclinație de 5,66653 ° în raport cu ecliptica.